# Khartoum (film, 1966)
Pour les articles homonymes, voir Khartoum (homonymie).
Ne doit pas être confondu avec Khartoum (film, 2025).
Pour plus de détails, voir Fiche technique et Distribution.
Khartoum est un film britannique réalisé par Basil Dearden, sorti en 1966. Le film est construit en deux actes.

## Synopsis
En 1885, lors du siège de Khartoum durant la guerre des mahdistes au Soudan, un chef musulman, le Mahdi (l'Attendu) lance une insurrection contre l'occupant égyptien et son allié britannique. Le Premier Ministre britannique Gladstone envoie le général Charles Gordon, surnommé Gordon Pacha, à Khartoum pour assurer la protection des ressortissants britanniques encore présents.

## Fiche technique
- Titre : Khartoum
- Réalisation : Basil Dearden
- Scénario : Robert Ardrey
- Images : Edward Scaife et Harry Waxman (seconde équipe)
- Musique : Frank Cordell
- Maquillage : Tom Smith
- Production : Julian Blaustein
- Pays d'origine :  Royaume-Uni
- Format : couleurs (Technicolor) - 2,76:1 (Ultra Panavision 70) - 70 mm
- Genre : Action, aventure, drame, historique et guerre
- Durée : 134 minutes
- Date de sortie : 15 juin 1966
  - France : 16 septembre 1966[1]

## Distribution
- Charlton Heston (VF : René Arrieu) : le général Charles Gordon
- Laurence Olivier (VF : Duncan Elliott) : le Mahdi
- Richard Johnson (VF : Michel Gatineau) : le colonel J. D. H. Stewart
- Ralph Richardson (VF : Fernand Fabre) : Gladstone
- Alexander Knox (VF : Stéphane Audel) : Sir Evelyn Baring
- Johnny Sekka (VF : Bachir Touré) : Khaleel
- Michael Hordern (VF : Émile Duard) : Lord Granville
- Zia Mohyeddin (VF : René Bériard) : Zobeir Pasha
- Marne Maitland (VF : Georges Atlas) : le cheikh Osman
- Nigel Green (VF : Georges Atlas) : le général Wolseley
- Hugh Williams (VF : Roger Tréville) : Lord Hartington
- Ralph Michael : Sir Charles Dilke
- Douglas Wilmer (VF : Henry Djanik) : Khalifa Abdullah
- Edward Underdown : le colonel William Hicks
- Peter Arne (VF : Jean-Henri Chambois) : Major Kitchener
- Roger Delgado : Sheikh Abdul Rahim

Acteurs non crédités
- Michael Anthony : Herbin
- Alec Mango : le bey de Bordeini